# Lisec (obwód Łowecz)
Lisec (bułg. Лисец) – wieś w północnej Bułgarii, w obwodzie Łowecz, w gminie Łowecz.
Miejscowość znajduje się na wzgórzu, blisko wsi znajdują się dwie jaskinie. Urodził się tutaj Stojan Stojczew - aktor.